# Alec Jones
Pour les articles homonymes, voir Jones.
Trevor Alec Jones (12 août 1924 - 20 mars 1983) est un homme politique du parti travailliste britannique.

## Biographie
Jones est né à Clydach Vale et fait ses études à la Rhondda Boys 'Grammar School. Après avoir obtenu un diplôme d'enseignant au Bangor Normal College, il enseigne de 1947 à 1967, lorsqu'au décès du député local, Iorwerth Thomas, dont Jones avait été l'agent politique, il est choisi pour lui succéder .
Jones est député de Rhondda West de l'élection partielle de 1967 à Rhondda West jusqu'à l'abolition de la circonscription en 1974, et de Rhondda de 1974 jusqu'à sa mort en fonction peu avant les élections générales de 1983. Il est ministre junior de la Sécurité sociale de 1974 à 1975 et du Pays de Galles de 1975 à 1979.
Jones a souffert d'une maladie cardiaque pendant quelques années avant sa mort à l'âge de 58 ans, survenue à son domicile à Tonypandy .